# Paulinum (Universitat de Leipzig)

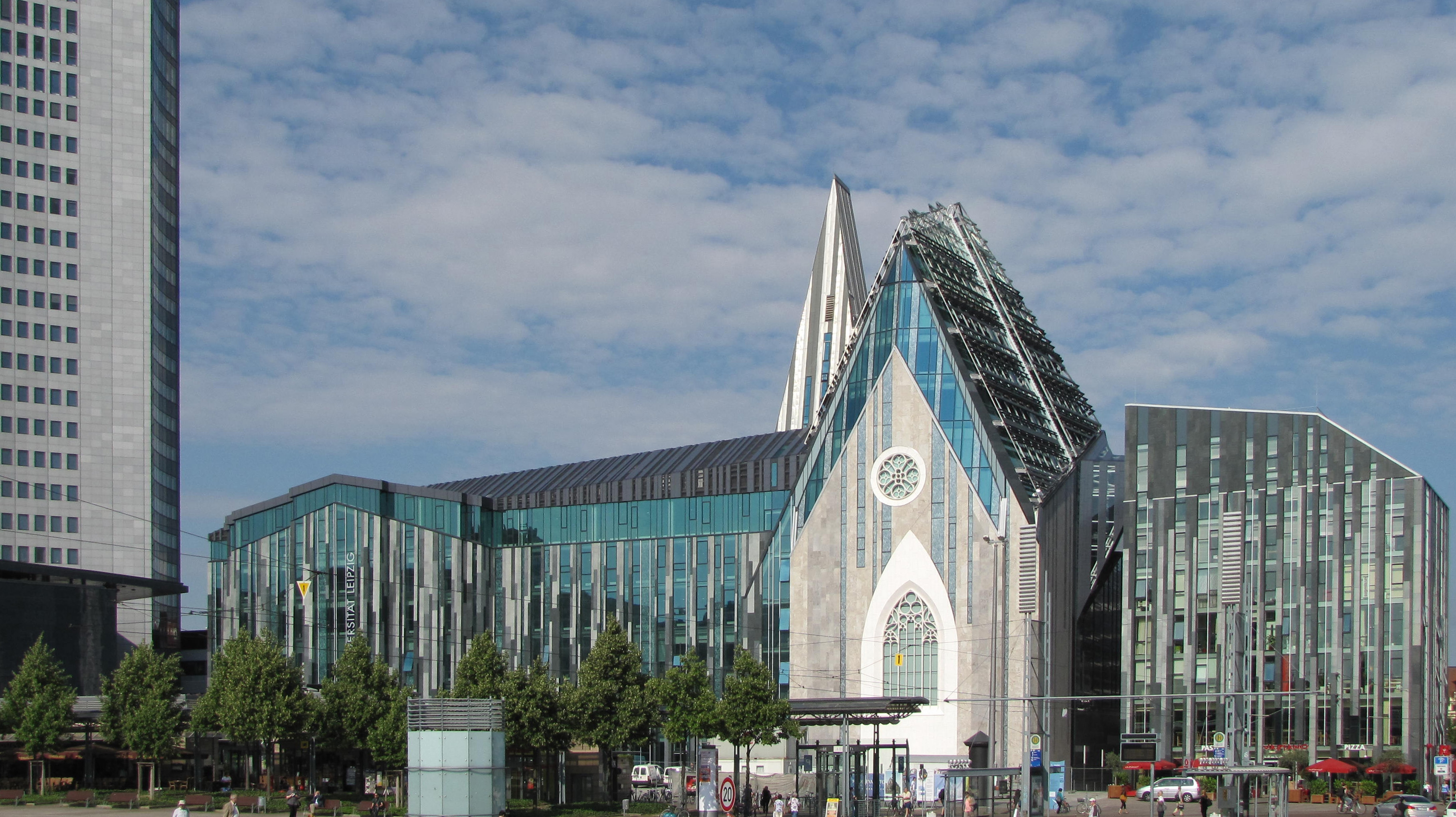
El nou Paulinum de la Universitat de Leipzig

El Paulinum és un edifici universitari de la Universitat de Leipzig, la construcció del qual va començar el 2007. L'actual Paulinum es troba on hi havia l'antiga església universitària, la Paulinerkirche, que va ser destruïda el 1968 durant el règim comunista de l'Alemanya Oriental.

L'edifici va ser dissenyat pel guardonat arquitecte Erick van Egeraat. El Paulinum conté la sala d'actes de la universitat amb un oratori, així com sales de les facultats de ciències de la informació i matemàtiques. La sala d'actes, que es va erigir exactament al mateix lloc que l'antiga església de la universitat, exposa figures i altres objectes de la Paulinerkirche i ofereix una sala d'oració comuna. La Universitat de Leipzig és una de les poques universitats alemanyes que conserva la tradició de tenir la seva pròpia capella universitària, una tradició que es remunta a més de 500 anys. La façana del Paulinum presenta una arquitectura gòtica col·legiata com a commemoració de l'edifici original.

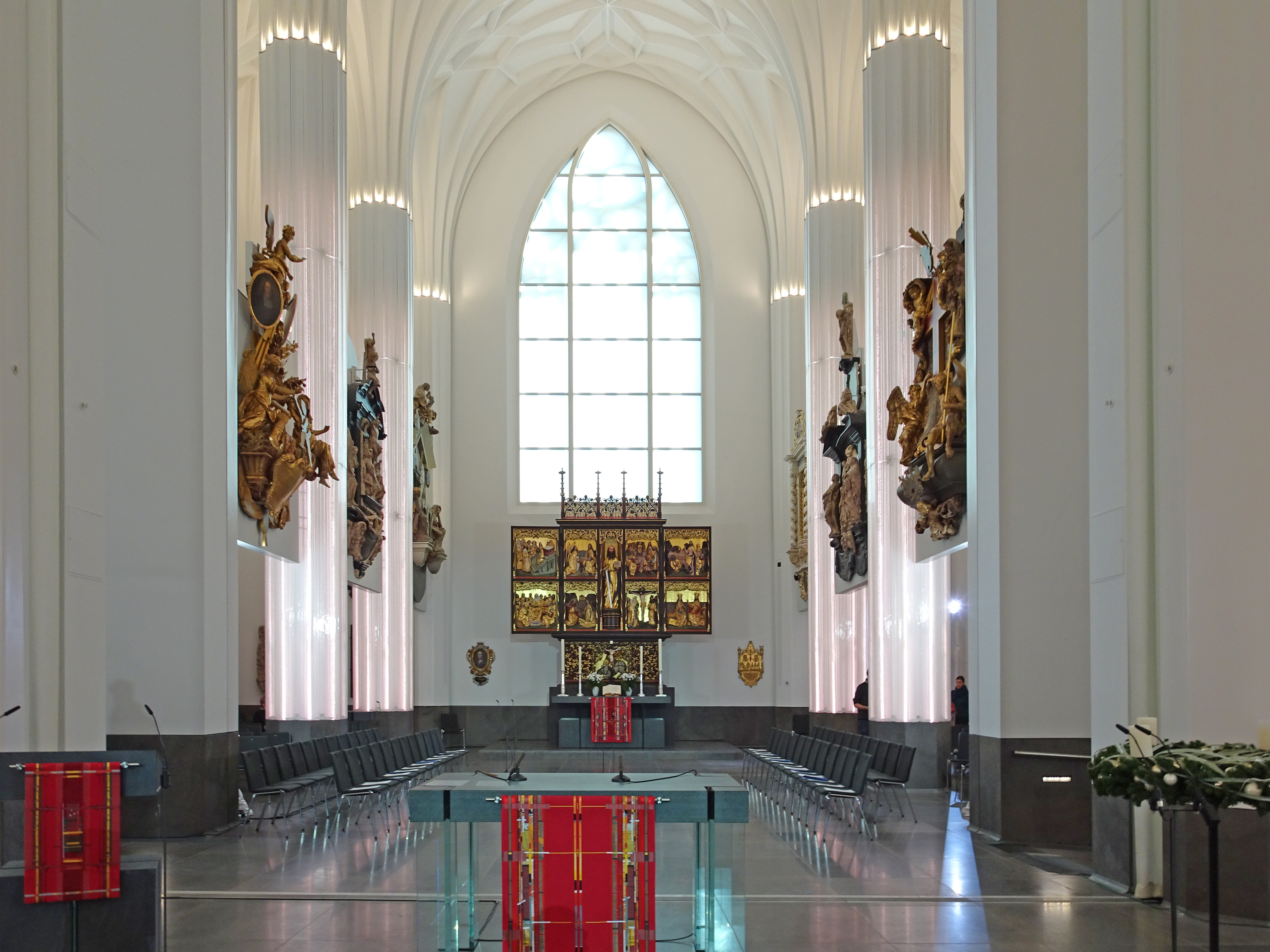
Vista de la sala d'oració (cor de la capella) amb personatges i objectes històrics restaurats
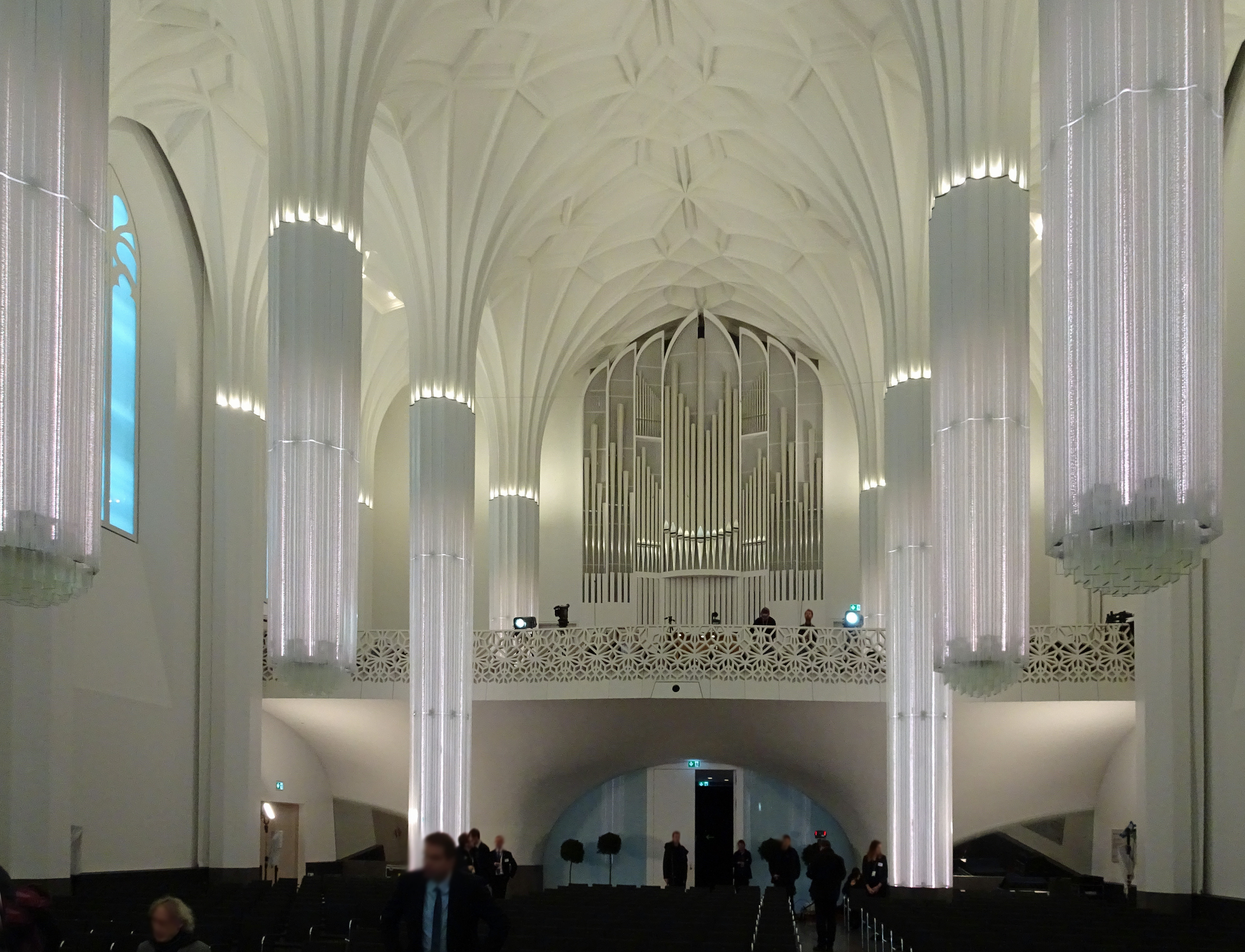
Vista des del cor de la capella fins a la sala de reunions, les dues sales es poden separar o combinar per a diferents usos

El nom Paulinum deriva de l'antic Collegium Paulinum (Col·legi de Sant Pau), que era un dels antics col·legis de la Universitat de Leipzig, que incloïa l'església universitària original.
Quan es va completar el 2017, els costos del nou edifici havien augmentat a un total de 117 milions d'euros, el doble del previst originalment. L'Augusteum adjacent ha estat en ús des del semestre d'estiu de 2012. La inauguració oficial del Paulinum va tenir lloc en una cerimònia de tres dies, de l'1 al 3 de desembre de 2017, amb motiu del 608è aniversari de la Universitat de Leipzig.

## L'orgue
La construcció de l'instrument va ser de Jehmlich Orgelbau Dresden (opus 1161) i es va completar el 2017. La consola consta de tres manuals i un pedalier. Les 2951 canonades són en quatre divisions.